# Maritieme Encyclopedie

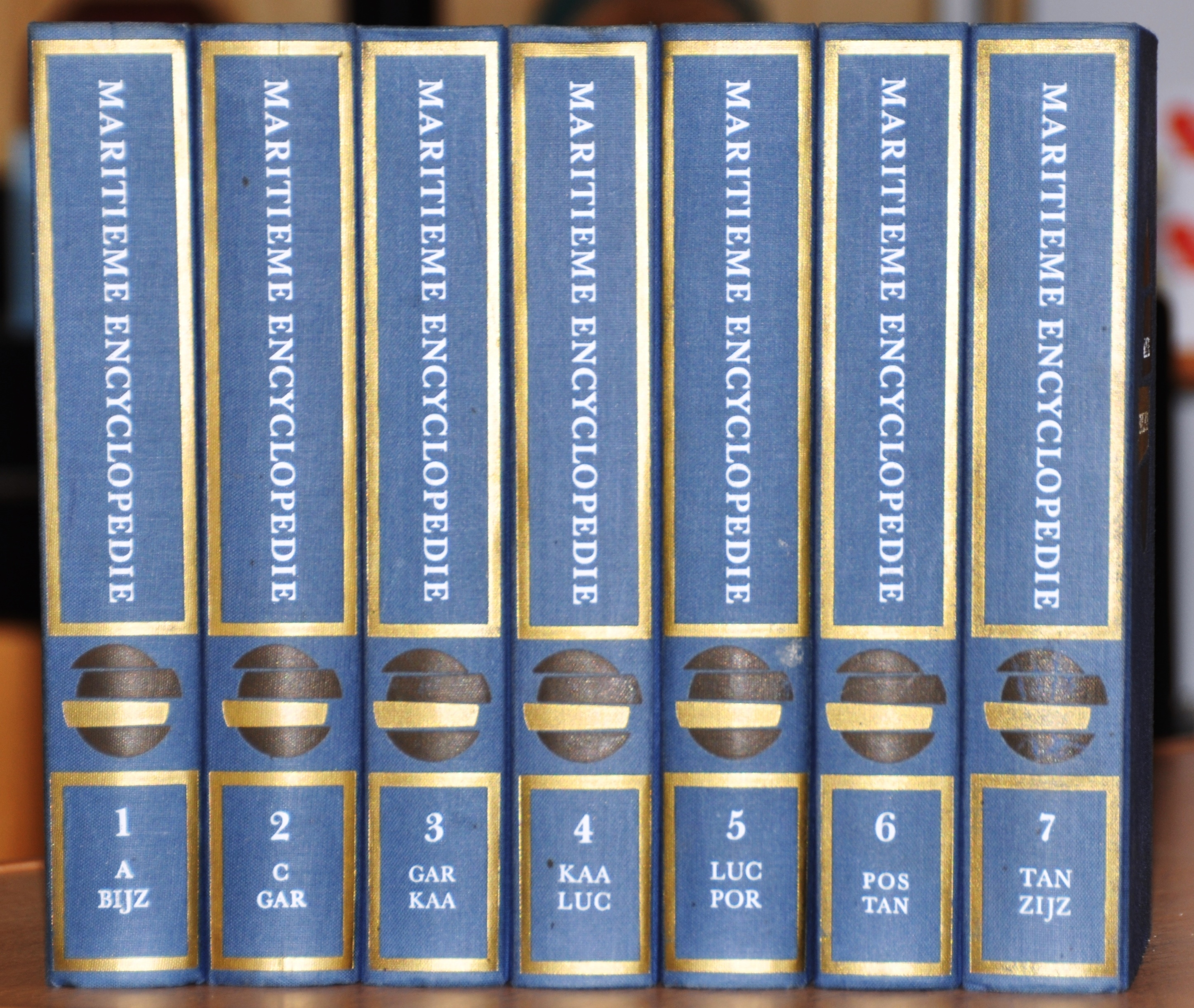

De Maritieme Encyclopedie is een gespecialiseerde Nederlandstalige encyclopedie. Uitgevoerd in uniform blauw uitgevers-linnen met gulden decoratie en beletterde ruggen. Hij werd in Nederland uitgegeven door Uniboek B.V. in Bussum en in België verspreid door Uitgeverij De Branding N.V. in Antwerpen. Het uitgangspunt was: het geven van exacte, objectieve informatie aan een zo ruim mogelijk geschakeerde groep nautisch geïnteresseerden.
Het werk aan de encyclopedie startte in 1963 met W.P.L. Spruit (pseudoniem: Willem de Geus) als hoofdredacteur. Deze kwam echter begin 1967 te overlijden. Zijn taak werd overgenomen door Jules van Beylen.
De teksten werden geleverd door een groot aantal medewerkers, de redactie werd gevormd door:
- J. van Beylen, Nationaal Scheepvaartmuseum Antwerpen
- P.A. de Groote, gepensioneerd gezagvoerder koopvaardij
- Anthony van Kampen, schrijver
- Jaap A.M. Kramer, Nederlandse Bond van Jacht Architecten
- L.L. von Münching, bibliothecaris van het Ministerie van Defensie (Marine)
- W.P.L. Spruit
- A. de Vos, Nationaal Scheepvaartmuseum Antwerpen

Het eerste exemplaar van de Maritieme Encyclopedie werd aangeboden aan Prinses Margriet in het Havengebouw van Amsterdam.
| Deel     | Van - Tot                       | Uitgegeven | Depot                          | ISBN          |
| -------- | ------------------------------- | ---------- | ------------------------------ | ------------- |
| Deel I   | A - Bijzon                      | 1970       | Wettelijk depot: D1970/0046/3  |               |
| Deel II  | C - Garnaal                     | 1970       | Wettelijk depot D1970/0046/9   |               |
| Deel III | Garnaalboot - Kaartpassen       | 1971       | Wettelijk depot D1971/0046/2   | 90 228 1004 6 |
| Deel IV  | Kaartprojectie - Luchtkartering | 1971       | Wettelijk depot D/1971/0046//4 | 90 228 1005 4 |
| Deel V   | Luchtkast - Portuurlijn         | 1972       | Wettelijk depot D/1972/0046/3  | 90 228 1006 2 |
| Deel VI  | Poseidon - Tanger               | 1972       | Wettelijk depot D/1972/0046/6  | 90 228 1007 0 |
| Deel VII | Tanker - Zijzwaard              | 1973       | Wettelijk depot D/1973/0046/4  | 90 228 1008 9 |

- Het laatste deel bevat aanvullingen, bibliografie en een uitgebreide index.